# Steganacarus lucidus
Steganacarus lucidus är en kvalsterart som beskrevs av Sergienko 1994. Steganacarus lucidus ingår i släktet Steganacarus och familjen Phthiracaridae. Inga underarter finns listade i Catalogue of Life.